# Othello (téléfilm, 2001)
Pour les articles homonymes, voir Othello.
Pour plus de détails, voir Fiche technique et Distribution.
Othello est un téléfilm américano-britannico-canadien, réalisé par Geoffrey Sax, est diffusé à la télévision en 2001. Ce téléfilm est une adaptation moderne de l'œuvre de William Shakespeare.

## Fiche technique
- Titre français : Othello
- Pays d'origine :  Royaume-Uni,  États-Unis et  Canada
- Année : 2001
- Réalisation : Geoffrey Sax
- Scénario : Andrew Davies
- Histoire : William Shakespeare, d'après sa pièce éponyme
- Production : Julie Gardner et Anne Pivcevic. Ian Strachan (producteur associé)
- Producteur exécutif : Michele Buck et Jo Wright
- Société de production : Société Radio-Canada, London Weekend Television et WGBH
- Société de distribution :
- Musique : Debbie Wiseman
- Photographie : Daf Hobson
- Montage : Nick Arthurs
- Costume : Les Lansdown
- Maquillage : Pat Hay
- Langue : anglais
- Format : Couleur
- Genre : Drame
- Durée : 100 minutes
- Dates de diffusion : 
  -  Royaume-Uni : 23 décembre 2001
  -  États-Unis : 28 janvier 2002

## Distribution
- Eamonn Walker : John Othello
- Christopher Eccleston : Ben Jago
- Keeley Hawes : Dessie Brabant
- Richard Coyle : Michael Cass
- Del Synnott : PC Alan Roderick
- Rachael Stirling : Lulu
- Bill Paterson : Sinclair Carver
- Christopher Fox : PC Adey
- Allan Cutts : PC Stiller
- Patrick Myers : PC Gaunt
- Samantha McDonald : Woman in Crowd
- Nicholas Gecks : Home Secretary